# ببالاگاما
ببالاگاما (به لاتین: Bebalagama) یک منطقهٔ مسکونی در سری‌لانکا است که در استان مرکزی (سری‌لانکا) واقع شده‌است.